# Couronne rostrale

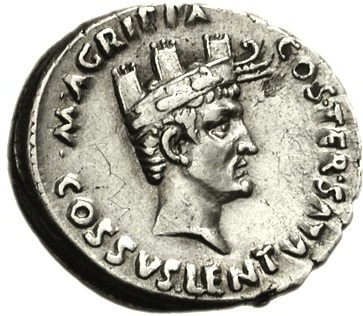
Marcus Vipsanius Agrippa portant la couronne rostrale en commémoration de la bataille d'Actium

Une couronne rostrale ou navale (en latin : corona navalis) est une distinction militaire de l'Antiquité romaine. Ornée de rostres, c'est-à-dire d'éperons dont on équipait la proue des navires de combat, elle était décernée à celui qui se lançait le premier à l’abordage d'un vaisseau ennemi. La couronne rostrale était en or.
En héraldique, elle est placée au sommet des armoiries d'un navire.

## Galerie

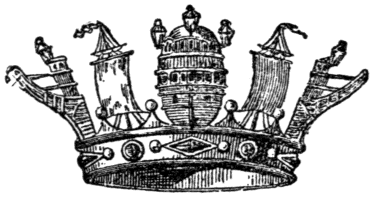
Couronne navale (1909)
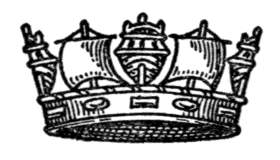
Couronne navale (1909)
Blason de la Marine du Chili